# Ribeira Seca (Ribeira Grande)
Ribeira Seca ist eine portugiesische Gemeinde (Freguesia) im Kreis (Município) von Ribeira Grande auf der Azoreninsel São Miguel. In ihr leben 2771 Einwohner (Stand 19. April 2021).

## Geschichte

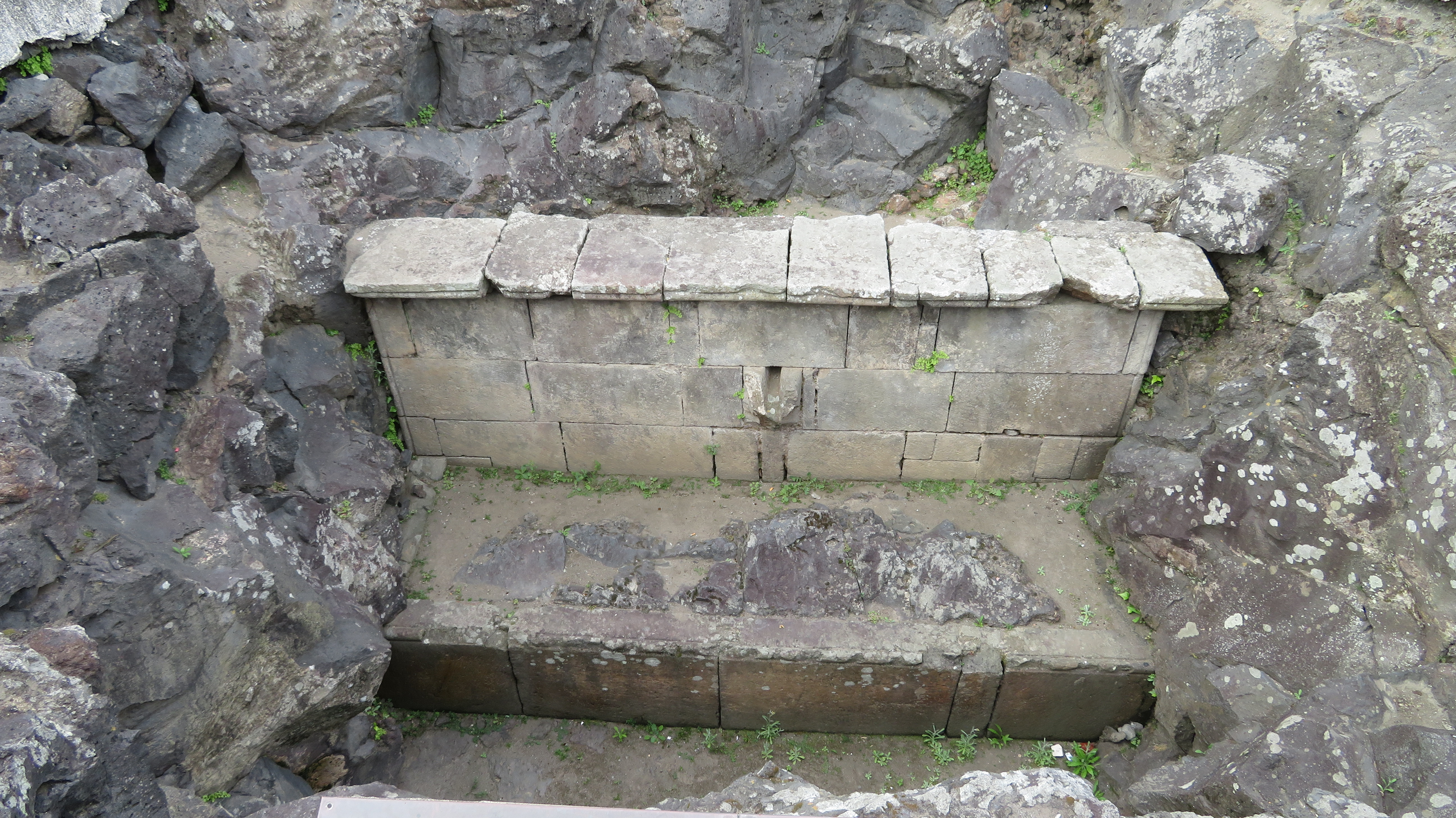
Wieder ausgegrabener Brunnen in Ribeira Seca

Am 2. Juni 1563 wurde der Ort Stadt durch einen Ausbruch des Pico do Sapateiro zerstört. Hieran erinnert ein beim Ausbruch verschütteter und im 20. Jahrhundert bei Bauarbeiten zufällig wieder entdeckter und später freigelegter Brunnen gegenüber der Pfarrkirche Igreja de São Pedro.